# Parzialmente nuvoloso
Parzialmente nuvoloso (Partly Cloudy) è un cortometraggio del 2009 diretto da Peter Sohn.
Prodotto da Pixar Animation Studios in co-produzione con Walt Disney Pictures, il cortometraggio venne allegato alle copie cinematografiche del film Pixar Up.

## Trama
Riprendendo la tradizione che i bambini nascano perché portati dalle cicogne, il cortometraggio racconta la storia della cicogna Peck, addetta alle consegne di un particolare tipo di bambini (umani e animali), ovvero quelli più pericolosi, ad esempio coccodrilli, porcospini, montoni, ecc. A "fabbricare" questi bambini sono le nuvole, e in particolare è la nuvola Gus quella che produce i bambini per Peck. Il lavoro però diventa duro per la cicogna, e quando questa prova a spiegarlo a Gus viene fraintesa. Il conflitto che ne è generato si risolverà con il gioco di squadra che i due colleghi e amici capiranno di dover fare.